# ちうね
ちうねは、日本の漫画家。埼玉県出身。作品に芳文社の4コマ漫画誌『まんがタイムきららキャラット』に連載された『紡ぐ乙女と大正の月』がある。

## 来歴
ちうねは2016年頃から同人活動を始め、アンソロジーコミックへの寄稿などを経て、2019年に『紡ぐ乙女と大正の月』で商業誌連載を果たした。それ以前は会社員として働きながら、趣味で漫画やファンアートを制作していた。特に『艦隊これくしょん -艦これ-』のファンアート活動が創作活動の出発点となったという。
自身の作品をTwitter（現：X）に投稿したところ好評を得たことがきっかけとなり、同人イベントへの出展を通じて商業出版の機会を得た。その後、芳文社編集者・門脇拓史の推薦により、『まんがタイムきららキャラット』誌で『紡ぐ乙女と大正の月』の連載が開始された。
大学では中国史を専攻しており、作品制作にもこの知識を生かしている。『紡ぐ乙女と大正の月』は2019年11月号から2024年4月号まで連載された。
連載終了後も、間を置かずに新作を発表する意欲を示しており、趣味や専門知識（特に中国史）を活かした作品制作に意欲を見せている。

## 作品リスト
連載
- 紡ぐ乙女と大正の月（『まんがタイムきららキャラット』2019年9月号 - 10月号〈ゲスト〉[7][8]、2019年11月号[4] - 2024年4月号[5]）

読み切り
- 指揮官は〇〇がお好き!?（『アズールレーン コミックアンソロジー』2巻、2018年[9]） - 『アズールレーン』のアンソロジー寄稿作品。
- はじめてのアルバイト（原作：バンダイナムコエンターテインメント、『学園アイドルマスター コミックアンソロジー Side Logic』2024年[10]） - 『学園アイドルマスター』のアンソロジー寄稿作品。「秋丸ねう」名義。
- ヨヨコのチャンネル奪還作戦withぼっち（『ぼっち・ざ・ろっく！アンソロジーコミック』3巻、2024年[11]） - 『ぼっち・ざ・ろっく！』のアンソロジー寄稿作品。
- 100年後のあなたへ（『生まれは違えど一恋托生 異種族×百合アンソロジー』2024年[12]） - アンソロジー寄稿作品。

書籍
- 『紡ぐ乙女と大正の月』、芳文社〈まんがタイムKRコミックス〉2020年 - 2024年、全4巻

## 作風・特徴
歴史好きなバックグラウンドを活かし、史実考証に強いこだわりを持つ。国立国会図書館などで史料を調査し、文化・生活描写にリアリティを持たせる工夫をしている。
担当編集者によれば、「かわいらしい絵柄」と「時折見せるシリアスな描写」のギャップが作品の魅力とされる。また本人は自らを「インターネットお絵描きマン」と称し、SNS発信型の創作活動を経て商業連載に至ったと述べている。
今後は中国史を題材とした漫画作品にも挑戦したいという意向を表明している。